# Municipio de Polk (condado de Wapello)
El municipio de Polk (en inglés: Polk Township) es un municipio ubicado en el condado de Wapello en el estado estadounidense de Iowa. En el año 2010 tenía una población de 584 habitantes y una densidad poblacional de 7,01 personas por km².

## Geografía
El municipio de Polk se encuentra ubicado en las coordenadas 41°1′10″N 92°35′15″O / 41.01944, -92.58750. Según la Oficina del Censo de los Estados Unidos, el municipio tiene una superficie total de 83.3 km², de la cual 83,29 km² corresponden a tierra firme y (0,02 %) 0,02 km² es agua.

## Demografía
Según el censo de 2010, había 584 personas residiendo en el municipio de Polk. La densidad de población era de 7,01 hab./km². De los 584 habitantes, el municipio de Polk estaba compuesto por el 97,77 % blancos, el 0,17 % eran amerindios, el 0,34 % eran asiáticos, el 1,03 % eran de otras razas y el 0,68 % eran de una mezcla de razas. Del total de la población el 1,71 % eran hispanos o latinos de cualquier raza.